# Krig och fred (film, 1967)

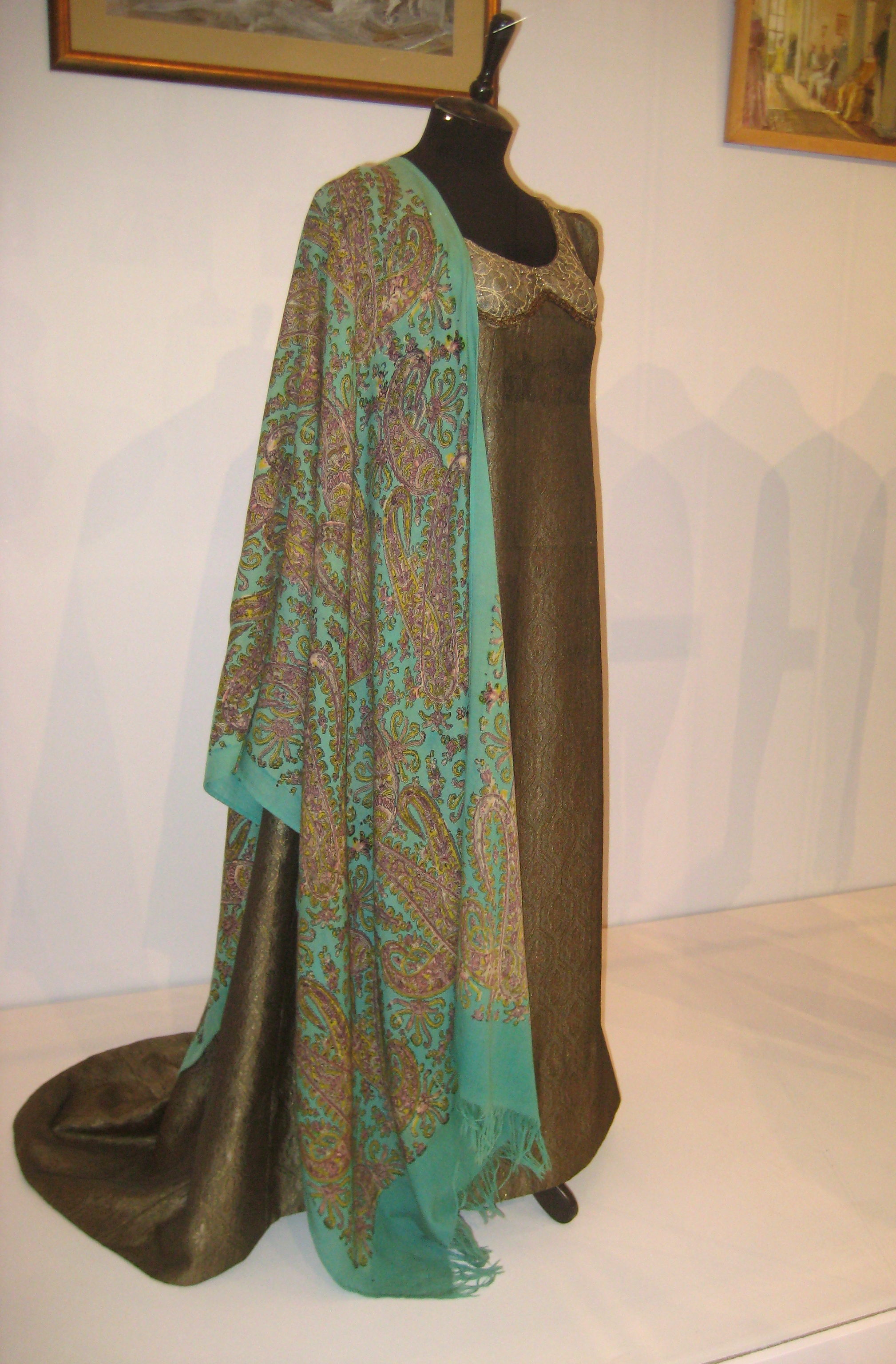
Klänning använd i filmen.

Krig och fred (ryska: Война и мир, Vojna i mir) är en sovjetisk episk film regisserad av Sergej Bondartjuk, efter romanen Krig och fred (utgiven 1869) av Lev Tolstoj. Handlingen utspelar sig under det tidiga 1800-talets Napoleonkrig. Filmen släpptes i fyra delar i Sovjetunionen under åren 1966–1967.
Filmen har en sammanlagd speltid på cirka åtta timmar, och tog sju år att producera. Filmen är en av de dyraste som gjorts, kostnaden då filmen producerades var över en halv miljard kronor. I masscenerna vid Slaget vid Borodino deltar 120 000 soldater i inspelningen.
Filmen belönades med en Oscar i klassen Bästa utländska film vid Oscarsgalan 1969.

## Filmens fyra delar
I Sovjetunionen släpptes filmen i följande delar:
- Del 1 – Andrej Bolkonskij (originaltitel: Andrej Bolkonskij), urpremiär i Sovjetunionen 14 mars 1966
- Del 2 – Natasja (originaltitel: Natasja Rostova), urpremiär i Sovjetunionen 20 juli 1966
- Del 3 – Slaget vid Borodino (originaltitel: 1812 god), urpremiär i Sovjetunionen 21 juli 1967
- Del 4 – Moskva brinner (originaltitel: Pierre Bezuchov), urpremiär i Sovjetunionen 4 november 1967

I flera länder har filmen klippts ned med över en timme och släppts i en tvådelad version, så även i Sverige (med titlarna Krig och fred och Krig och fred del 2).

## Rollista i urval
- Sergej Bondartjuk – Pierre Bezuchov
- Ljudmila Saveljeva – Natasja Rostova
- Vjatjeslav Tichonov – furst Andrej Bolkonskij
- Viktor Stanitsyn – Ilja Andrejevitj Rostov
- Kira Golovko – Grevinnan Rostova
- Oleg Tabakov – Nikolaj Rostov
- Irina Gubanova – Sonja
- Anatolij Ktorov – Nikolaj Andrejevitj Bolkonskij
- Antonina Sjuranova – furstinnan Maria